# ウェイゲルティサウルス科
ウェイゲルティサウルス科 (Weigeltisauridae) は、後期ペルム紀 (258-252Ma) に生息していた、双弓類に属する爬虫類の科の1つ。ウェイゲルティサウルス科の化石はマダガスカル・ドイツ・イギリス・ロシアから見つかっている。北米の三畳紀の地層から発見されたWapitisaurus はウェイゲルティサウルス科である可能性があるが、保存状態が悪いためその判断は疑わしい。彼らは胴体から飛び出した細長く中空の棒状の骨によって特徴付けられており、おそらくその骨により翼のような皮膜を保持していた。同様の皮膜は、絶滅したクエーネオサウルス科やMecistotrachelos、現生のトビトカゲなど他の爬虫類でも見られるが、それぞれのグループはこの構造を独自に進化させた。

## 骨格
ウェイゲルティサウルス科の頭骨と下顎は角やカメレオンのようなフリルによって装飾されていた。胴体と四肢は華奢である。ウェイゲルティサウルス科の骨格は内部に大きな空洞を持つ骨（含気骨）によって軽量化されている。指骨と趾骨は他の原始的双弓類と比較して非常に伸張しているが、現生の樹上性トカゲ類とはよく似ている。この科に特徴的なのは、腹部下部から突出する25対から30対の中空で細長い棒状の骨を持つことである。これらは変形した腹肋であるとか、新規の化骨であると考えられている。

## 古生物学
ウェイゲルティサウルス科は樹上性で食虫性であったと考えられている。かれらの四肢の形態は樹皮や垂直な樹幹を保持するのによく適応していた。四肢の形態から彼らは樹間の移動によく適応しており、地上では効率的な素早い移動は無理だったのではないかとされている。

### 滑空

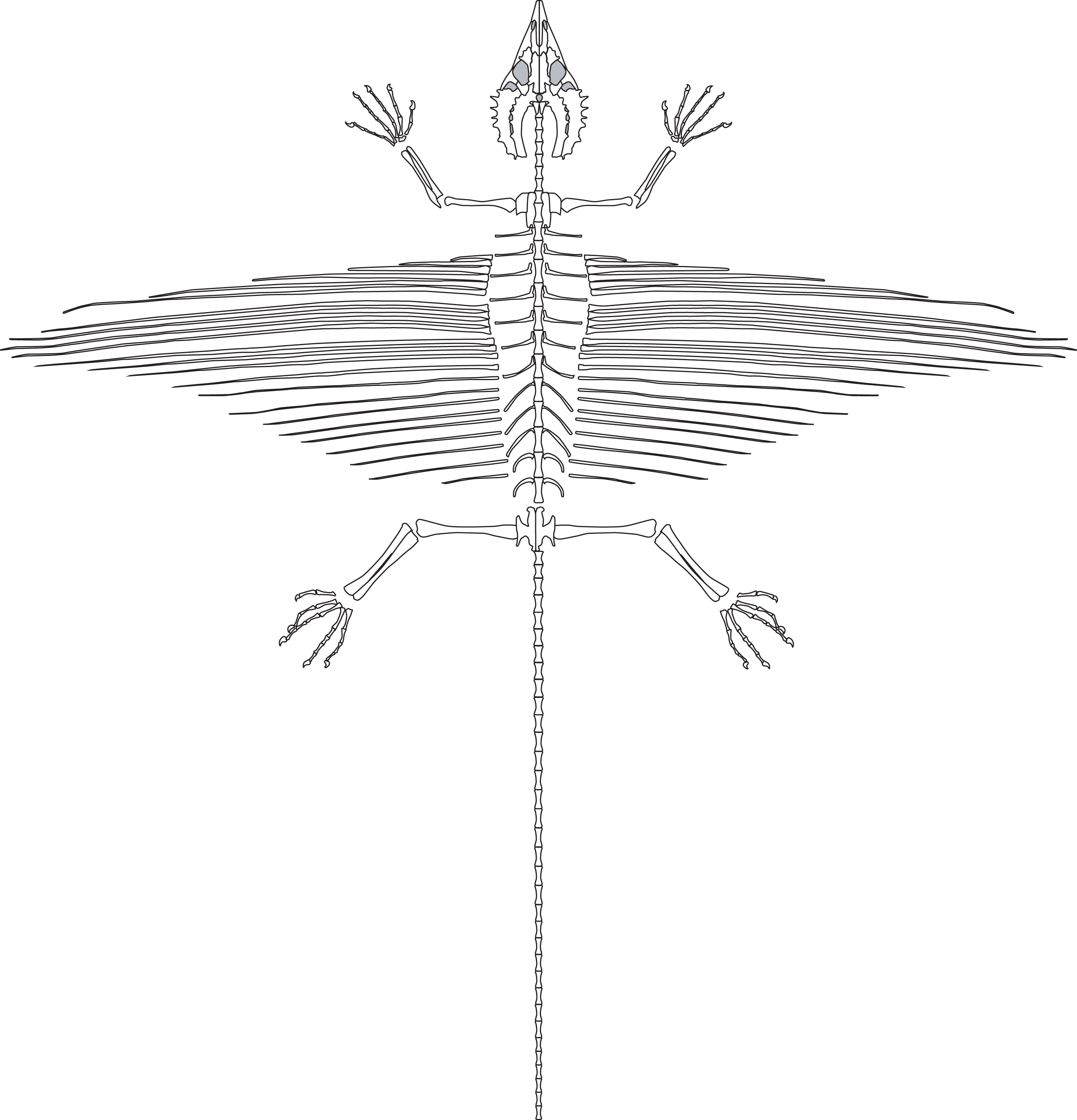
Weigeltisaurus jaekeli の骨格図

この科の滑空用皮膜（飛膜）は、変形した肋骨により保持された皮膜を胴体上部に持つ他の滑空爬虫類とは異なった物である。ウェイゲルティサウルス科では逆に、棒状骨は胴体下面から出ている。飛膜の展開と収納はおそらくは腹筋によって行われていた。保存された化石からは、この棒状骨は非常に柔軟性に富み、現生のトビトカゲの肋骨と同様であったことがわかる。飛膜の低翼配置により、滑空翼面は安定性向上のために上向きの角度を持っていたと考えられている。現生のトビトカゲでは、飛行中に前脚で皮膜を掴んでいることが知られており、これは飛行中に前脚が翼面を制御するのに用いられているのではないかと捉えられている。同様の行動がウェイゲルティサウルス科に対しても提案されている。2011年の研究ではコエルロサウラヴスと他の絶滅滑空爬虫類を現生のトビトカゲ各種と比較し、コエルロサウラヴスはその体躯の大きさのために滑空中の高度低下率がかなり大きく、現生のトビトカゲよりも効率の悪い滑空をしていたと判断された。

## 系統
ウェイゲルティサウルス科は一般的に、Sauriaとは別系統の原始的な新双弓類 (Neodiapsida) であると考えられている。後期三畳紀のパンゲア北部から化石が産出するDrepanosaurs類に近縁なのではないかという説が出されている。この2グループを含むクレードは2004年にSenterによってAvicephalaという名が提案されている。このクレードの共有派生形質は、『頸椎における間椎心の欠如・胴椎における間椎心の欠如・肩甲烏口骨において肩甲骨板基部の体軸方向長と肩甲骨板腹背高の比率が0.4から0.25・第5中足骨の外突起が消失』である。